# Гигантска жаба
Гигантската жаба, известна още като жаба Голиат (Conraua goliath), е най-голямата жива жаба.

## Разпространение и местообитание
Този вид има сравнително малък ареал на местообитания в средноафриканските страни Камерун и Екваториална Гвинея. Обикновено се среща в близост до бързо течащи реки с пясъчно дъно. Тези реки обикновено са бистри и наситени с кислород, намиращи се в гъсти, изключително влажни райони с относително високи температури.
Въпреки че обикновено остават в реките през деня, те често излизат на сушата през нощта.
Популацията им намалява поради загуба на местообитания и събирането им за храна и търговия с домашни любимци. Поради класификацията им като застрашен вид, правителството на Екваториална Гвинея декларира, че не може да се изнасят повече от 300 екземпляра годишно за търговия с домашни любимци.

## Описание
Екземплярите могат да растат до 32 см на дължина (без краката) и да достигнат тегло до 3,25 кг. Очите им могат да бъдат с диаметър близо 2,5 см. Яйцата и поповите лъжички на гигантските жаби имат приблизително същия размер като тези на другите жаби, въпреки големите размери, до които могат да достигнат възрастните.
Пръстите са изцяло решетъчни, с големи междинни мембрани, простиращи се до върховете на пръстите. Вторият пръст е най-дългият. Кожата на гърба и на върха на крайниците е гранулирана. Гръбната окраска е зелена, докато коремът и вентралната част на крайниците са жълти или оранжеви. Те имат остър слух, но нямат гласова торбичка.

## Размножаване
Подобно на повечето земноводни, водата е жизненоважна за размножаването на този вид жаби. Тъй като липсва гласова торбичка, мъжките жаби Голиат не издават звуци при търсене на женска и чифтосване, поведение иначе присъщо за останалите видове жаби. Яйчните маси се състоят от няколко стотин до няколко хиляди яйца, приблизително с размери около 3,5 мм всяко и често прикрепени към водната растителност.
Изграждат три основни типа гнезда, всички с полукръгла форма и разположени във или в близост до река. При първия те изчистват участък в речен басейн. Във втория те разширяват вече съществуващ басейн, като го отдалечават от реката. При третия изкопават басейн, приблизително около метър широк и 10 см дълбок, като понякога пренасят доста големи камъни в процеса на изграждане. Това може частично да обясни големия размер на жабата Голиат, тъй като по-големите жаби могат да бъдат по-успешни при преместването на тежки предмети, когато строят гнездата си.
Възрастните пазят гнездата през нощта. Въпреки че не е потвърдено, има индикации, че гнездото се строи от мъжкия екземпляр, докато женската пази гнездото с яйцата.
Развитието на поповите лъжички отнема между 85 и 95 дни.
Жабата Голиат може да живее до 15 години в дивата природа. В плен те могат да живеят до 21 години.

## Хранене
Поповите лъжички на жабата Голиат са растителноядни и се хранят единствено с едно водно растение Dicraeia warmingii, открито само в близост до водопади и бързеи, което може да помогне за обяснението на ограничения им обхват. Възрастните жаби се хранят с паяци, червеи и насекоми, като водни кончета и скакалци. Те също ядат по-малки жаби, раци, малки костенурки и змии.
Съобщава се, че в стомаха на жаба Голиат е намерен и прилеп.
Те са плячка за големи видове змии и крокодили от Нил.